# Lewis Hill
Lewis Hill är en kulle i Antarktis. Den ligger i Västantarktis. Argentina, Chile och Storbritannien gör anspråk på området. Toppen på Lewis Hill är 75 meter över havet.
Terrängen runt Lewis Hill är huvudsakligen kuperad, men åt sydost är den platt. Havet är nära Lewis Hill åt nordväst. Trakten är glest befolkad. Närmaste befolkade plats är Mendel Polar Station, 11,1 kilometer nordost om Lewis Hill. 